# شهرستان دلیجان
شهرستان دلیجان یکی از شهرستان‌های استان مرکزی است و مرکز آن شهر دلیجان است. نراق دیگر شهر آن است.

## موقعیت و تقسیمات جغرافیایی
شهرستان دلیجان در طول جغرافیایی ۵۰ درجه و ۱۶ دقیقه تا ۵۱ درجه و ۵ دقیقه و عرض جغرافیایی ۳۳ درجه و ۴۲ دقیقه تا ۳۴ درجه و ۱۸ دقیقه واقع شده شهر دلیجان به‌عنوان مرکز این شهرستان در ارتفاع ۱۵۳۰ متری از سطح دریا قرار دارد
این شهرستان از شمال با شهرستان قم استان قم و شهرستان کهک استان قم، از جنوب با شهرستان میمه و وزوان استان اصفهان، از شرق با شهرستان کاشان استان اصفهان و از غرب با شهرستان محلات همسایه است. گستردگی این شهرستان نزدیک به ۲۵۰۰ کیلومتر مربع می‌باشد و در کنار این از راه‌های پیوند دهنده چندین استان کشور است. این شهرستان در استان مرکزی از موقعیت ویژه‌ای برخوردار است و همین امر زمینه را برای تغییرات اجتماعی و فرهنگی در آن شهر فراهم آورده است و به دلیل همین عوامل این شهرستان در حال گذر از موقعیت کنونی به وضعیت صنعتی بوده و مردم آن فرایند شهروندی را تجربه می‌کنند.
بر اساس تقسیمات کشوری شهرستان دلیجان دارای دو شهر دلیجان و نراق و یک بخش با نام بخش مرکزی، چهار دهستان و صد آبادی دارای سکنه است که از این تعداد ۲۹ آبادی دارای ۲۰ خانوار و بیشتر هستند. دهستان‌های شهرستان دلیجان عبارت‌اند از:
- دهستان دودهک
- دهستان هستیجان
- دهستان جاسب
- دهستان جوشق

## آب و هوا
شهرستان دلیجان در قلمرو آب و هوایی نیمه خشک قرار دارد و مرکز آن یعنی شهر دلیجان دارای زمستان‌های سرد و تابستان‌های نسبتاً گرم است. متوسط بارندگی عمومی حدود ۱۵۰ میلی‌متر می‌باشد، که کمترین میزان بارندگی را در میان شهرستان‌های استان، دارا است.

## زبان
اهالی شهرستان دلیجان به فارسی سخن می‌گویند اما در گذشته، گویش مردم این شهرستان زبان راجی/ رایجی یا در اصطلاح محلی بُروِبشِه بود که امروزه در شهر دلیجان و آبادی اران از توابع جاسب رواج دارد.

## جمعیت
بنابر سرشماری مرکز آمار ایران، جمعیت شهرستان دلیجان در سال ۱۳۹۵ برابر با ۵۱٬۶۲۱ نفر بوده است که از این میان ۲۶٬۳۷۲ نفر مرد و ۲۵٬۲۴۹ نفر زن بوده‌اند.

## سوغات شهرستان
نبات، حلواشکری، ارده، جوزقند، زعفران، و محصولات کشاورزی ازقبیل هندوانه، خیار، خربزه وانار می‌باشد که محصولات کشاورزی تولید شده، به علت نوع خاص آب و هوا و زمین زراعی کیفیت بالایی دارند.

## جاذبه‌های گردشگری
جاذبه‌های گردشگری این شهر شامل کاروانسرای دودهک، پل شاه عباسی دودهک، و غار نخجیر در جاده دلیجان به نراق است. آثار تاریخی شهر نراق شامل بازار، آب‌انبار، مساجد، بافت تاریخی و امامزاده‌ها است. غار چال نخجیر از دیدنی‌های منطقه است. گوشواره‌های آهکی که بر روی طاق شکل گرفته نیز دیدنی است. وجود دو مسیر آبی و خشک در این غار، امکان پیاده‌روی و قایق‌سواری را فراهم کرده است. دلیجان با ۴۸۷ اثر ثبت ملی قطب گردشگری ایران است.